# Waltersberg (Rhön)
Der Waltersberg bei Brunnhartshausen im thüringischen Wartburgkreis ist ein 673,7 m ü. NHN hoher Berg in der Rhön.
Der Berg befindet sich einen Kilometer südwestlich vom Gipfel des Gläserberges am Westrand des Feldatales in der Gemarkung des Ortes Brunnhartshausen in der Östlichen Kuppenrhön. Die Südseite ist steil und bewaldet, an der Ost- und Westflanke des Berges liegen die Ortsteile Föhlritz und Steinberg mit ihren Wiesen und Weiden.